# Plym (hatt)

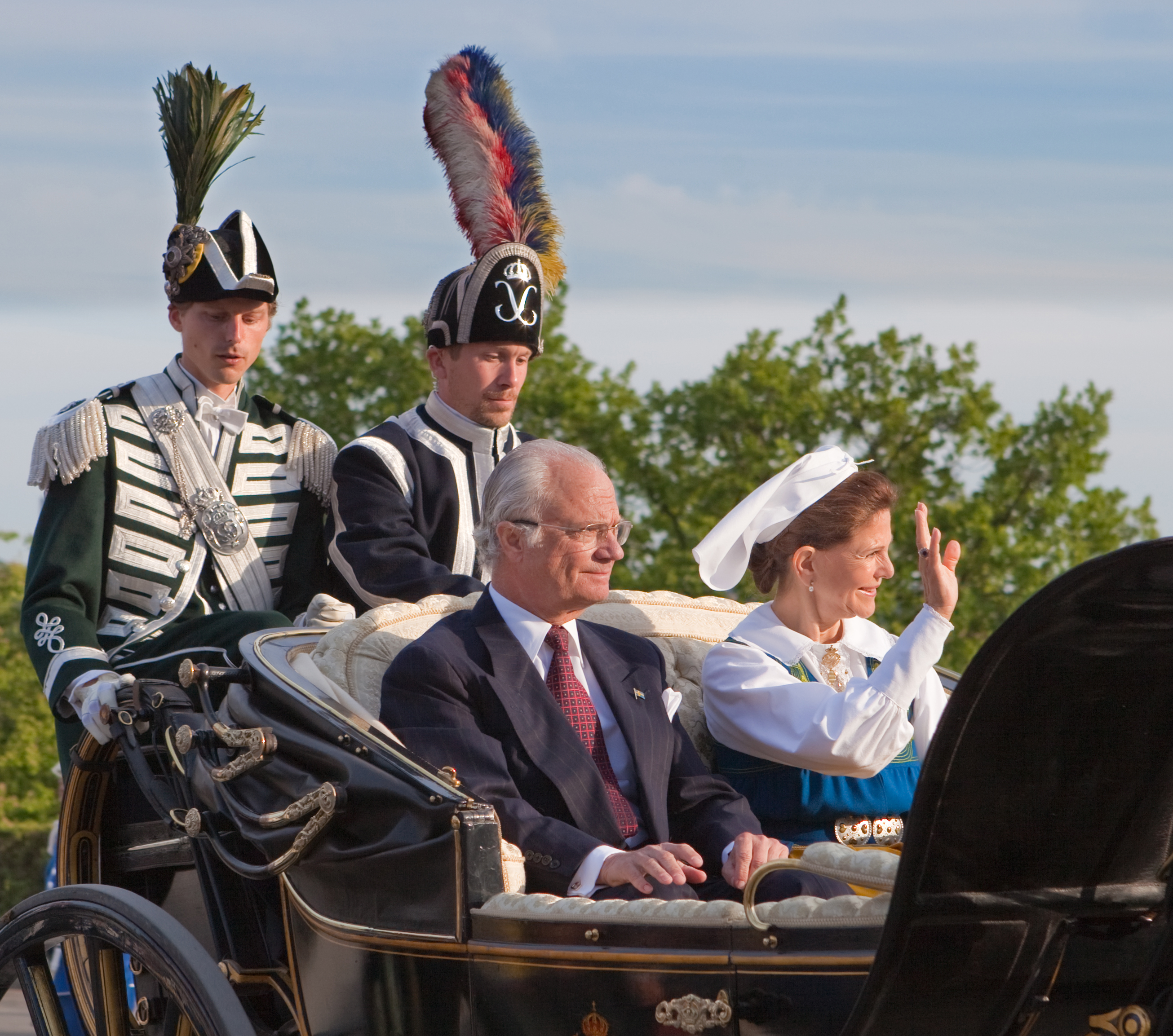
Löpare med plymer i hattarna stående bakom kungaparet.

Plym till klänning.

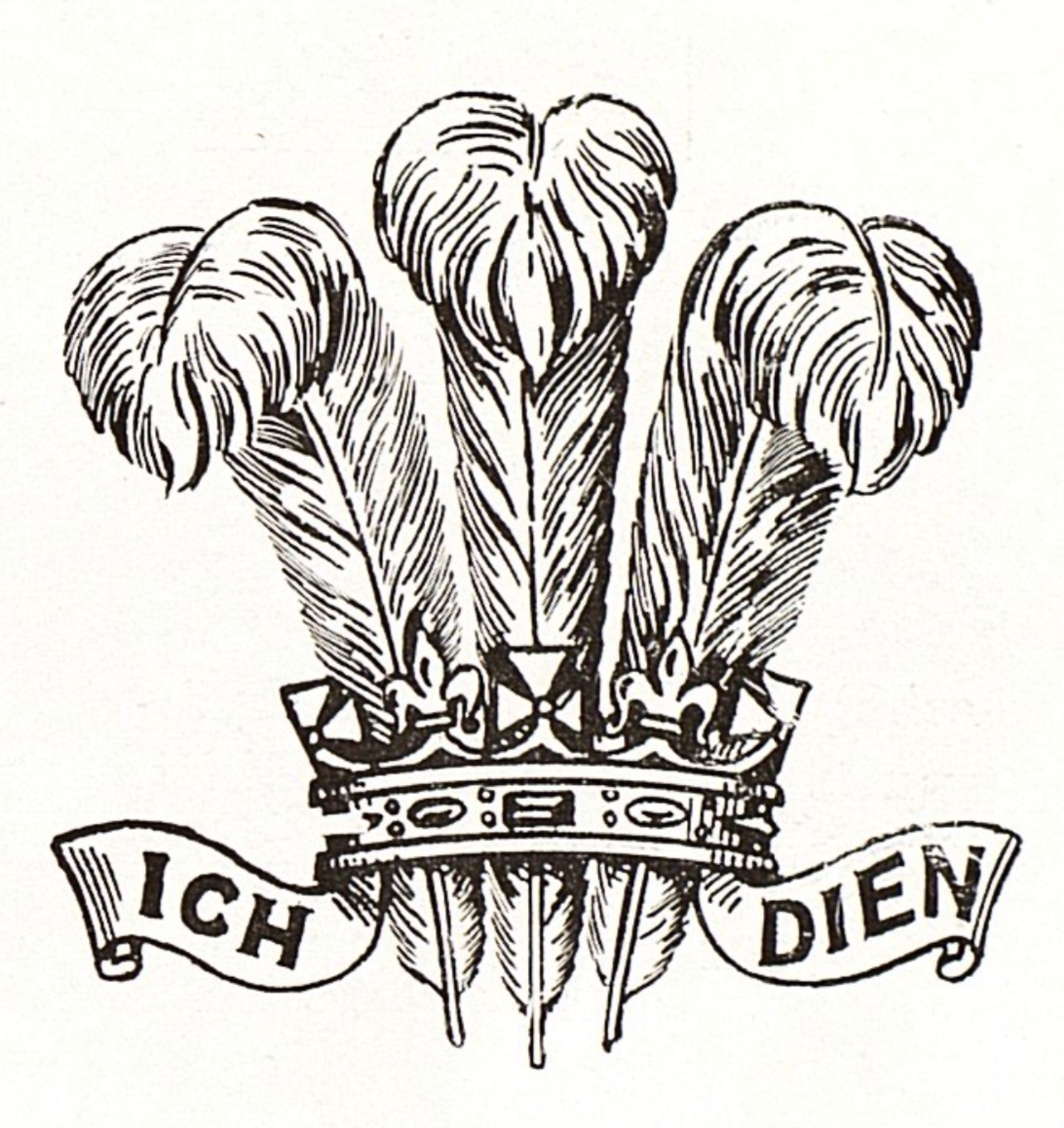
Plym på prinsen av Wales vapensköld.

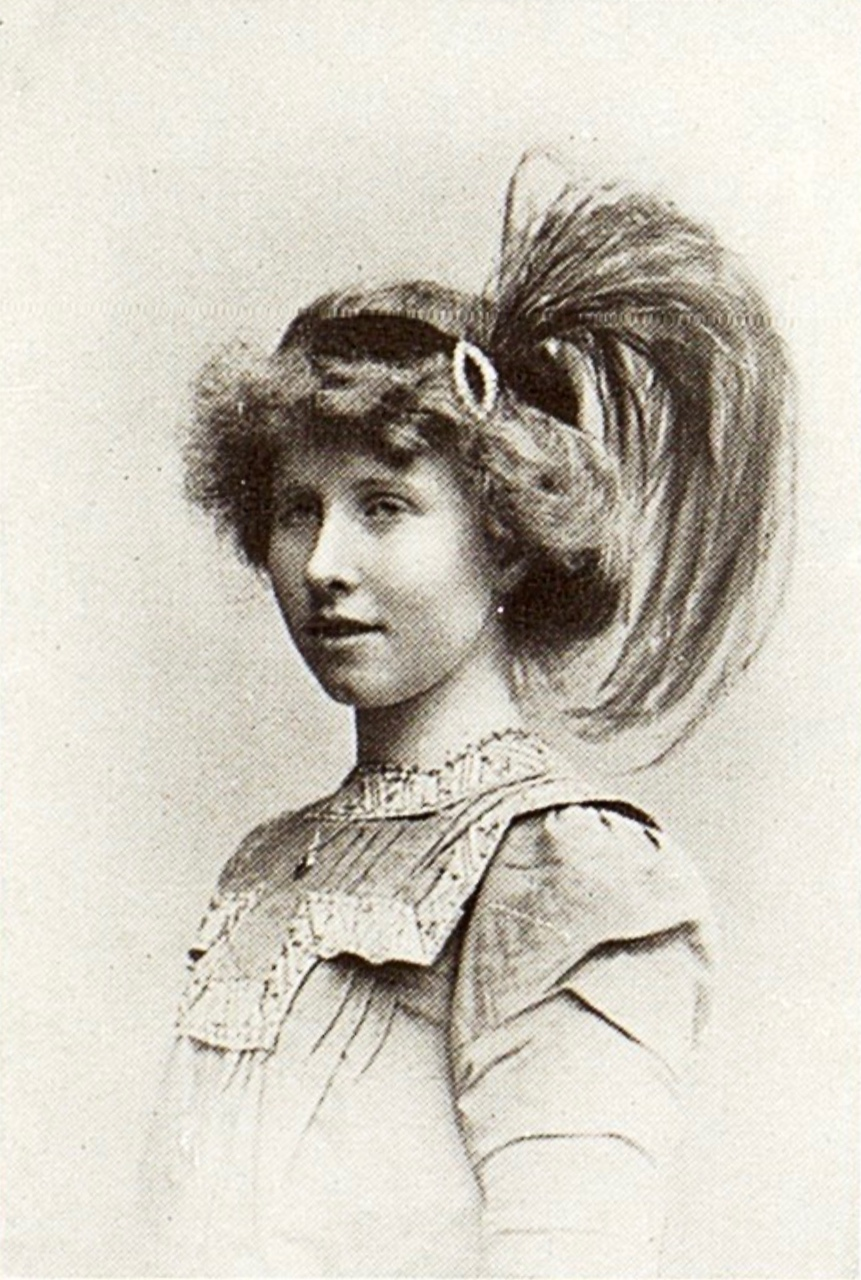
Kvinna med plym.

Plym (franska plume, fjäder eller dun; latin pluma) är en uppstickande samling av fågelfjädrar eller tagel oftast använd som prydnad på huvudbonad. Fjädrarna kan vara vita stjärt- eller vingfjädrar från strutsar, marabustorkens vita eller gråblå stjärtfjädrar, paradisfåglarnas gula och guldbruna sidofjädrar samt under medeltiden hägerns nackfjädrar.
Till klädedräkten har plymer särskilt använts som hatt- och hårprydnad. Strutsplymer förekom mycket under barocken och rokokon som krön på praktsängar samt på häst- och vagnsutrustningar och finns även på vapensköldar. Plym kan även vara ett mjukt fallande knippe av tagel – tagelbuske – som används som prydnad på hjälm eller uniformsmössa. En upprättstående borstlik plym av tagel kallas ståndare, en liggande variant av tagelplym kallas i stället liggare. En annan variant är ägretten
Plörös är en plym med långa, hängande fan, vilka förlängs genom att knyta på lösa fan från andra plymer.
Plymasch, även plymage eller plumage (franska plumage, fjäderskrud), är en kantprydnad av strutsdunfjädrar på en uniformshatt.

## Historia
Användandet av prydnadsfjädrar har förekommit under mycket lång tid. Under 1200- och 1300-talen ökade användning av plymer i Sydeuropa, främst på grund av influenser från arabvärlden. Under reformationstiden blev plymer mycket populära i Europa, särskilt i Tyskland.

## I litteraturen
I Fredmans epistel nr. 38 skriver Bellman:
Undan ur vägen, se hur’ Profossen med plumager 

Svänger guldyxan tills alt blir undanröjdt.

[…]